# Magdalena Hornjak Lelas
Magdalena Hornjak Lelas (Đurđevo, 1936), kompozitorka i pedagoškinja; prva je autorka iz rusinske zajednice čija je kompozicija izvedena na festivalu Zlatna tamburica, i prva je autorka udžbenika za muzičku kulturu na rusinskom jeziku.
Kao prva osoba zadužena za muzičku nastavu na teritoriji Vojvodine pri Pedagoškom zavodu Vojvodine, Magdalena Hornjak Lelas je doprinela razvoju i unapređenju muzičke kulture u Pokrajini.

## Obrazovanje i profesionalna karijera
Magdalena Hornjak Lelas je osnovnu školu završila u rodnom mestu, a potom nastavila obrazovanje u Srednjoj muzičkoj školi „Isidor Bajić” u Novom Sadu. Kasnije, uz rad, završila je Muzičku akademiju u Beogradu, odeljenje u Novom Sadu.
Pedagoški rad je započela je školske 1955/56. godine u Osnovnoj muzičkoj školi u Vrbasu, kao nastavnica klavira. Kasnije odlazi u Srpsko narodno pozorište (SNP) u Novom Sadu, gde je od 1956. do 1960. godine radila u odeljenju dokumentacije.
Nastavničkom poslu se vratila 1961. godine predajući u Osnovnoj školi „Ivo Lola Ribar” u Novom Sadu. Kao deo van-nastavnih aktivnosti sa osnovcima, pokreće hor od 85 učenika nižih razreda i sa njima je nastupala na Opštinskoj smotri. Vodila je i hor u Kulturno-umetničkom društvu „Maksim Gorki“.
Sa završavanjem Muzičke akademije, Magdalena Hornjak Lelas se okreće i pisanju udžbenika za nastavu muzičkog obrazovanja, na rusinskom jeziku. U periodu od 1967-1973. godine, realizovala je sedam udžbenika za osnovnu školu, u izdanju Pokrajinskog zavoda za izdavanje udžbenika u Novom Sadu, prvih na rusinskom jeziku.
Ona je, ujedno, prva osoba koja je unutar Pedagoškog zavoda Vojvodine, postala zadužena za muzičko obrazovanje na teritoriji Vojvodine, dajući svoj značajan doprinos i razvoju same Baletske škole u Novom Sadu.

## Muzičko stvaralaštvo
Od 1970. godine, kompozicije Magdalene Hornjak Lelas redovno su izvođene na manifestacijama „Crveni pupoljak” (Червене пупче),[1] „Crvena ruža”(Червена ружа),i od 1994. godine na „Ružinom vrtu”. Njene kompozicije su, u najvećem broju, kompozicije za dečje pesme (i okviru Crvenog pupoljka, izvedeno je 56 njenih kompozicija), međutim, njen opus obuhvata i niz kompozicija na stihove poznatih rusinskih pesnikinja i pesnika. Oprobala se i u komponovanju  muzike u duhu narodnog stvaralaštva.[
Njena kompozicija sa tekstom na srpskom jeziku je izvedena na Festivalu „Zlatna tamburica”, čime je postala prvi rusinski kompozitor sa takvim nastupom.